# Горный дупель
Горный дупель, или бекас-отшельник (лат. Gallinago solitaria), — вид птиц семейства бекасовых. 

## Описание
Один из самых крупных бекасов, масса 200—350 г, длина 29—32 см,  крыло 15,4—17,4 см, размах крыльев 50—55 см. Кроме того, выглядит больше из-за довольно длинного хвоста, крыльев и третьестепенных маховых. Грудь буро-коричневая с белыми пестринами. Светлая на полоска по верху головы отчетливо видна только на темени (тогда как у остальных бекасов идёт через всю голову). Светлые участки на лицевой части головы белёсые, а не рыжие или охристые. Хвост клиновидный, При сложенном хвосте крайние рулевые на 2-3 см короче центральных. Клюв тёмно-коричневый ли почти чёрный, длинный, прямой и довольно стройный. Ноги от желтовато-оливкового до желтовато-коричневого цвета. Все сезонные наряды. в целом, сходны, самки в среднем несколько крупнее самцов.
Два подвида:
- Gallinago solitaria solitaria
- Gallinago solitaria japonica (Bonaparte, 1856)

### Отличия от сходных видов
От других бекасов отличается белыми каёмками на перьях спины, образующих продольные полосы. Подкрылья пёстрые как и у дупеля, азиатского бекаса и лесного дупеля, но пестрины на подкрыльях коричневые. Крайнее маховое имеет белый с бурым мраморный рисунок  на внешнем опахале, а у следующих двух маховых перьев внешние опахала чисто-белые, тогда как у всех остальных представителей рода они тёмные.
Полёт относительно медленный и тяжёлый. Напоминает больше полёт вальдшнепа, а не бекасов. Белая полоса по заднему краю крыла узкая.

## Распространение
Гнездовой ареал с большими разрывами в горах восточной Азии (Россия, Казахстан, Киргизия и Монголия). Многие птицы ведут оседлый образ жизни в высокогорьях, просто спускаясь вниз по склону при плохой погоде, но другие популяции являются мигрирующими и зимуют на северо-востоке Ирана, Пакистана, в северной Индии и Японии.
На северо-востоке Азии, вероятно, гнездование в северном Охотоморском регионе, на Корякском нагорье  и в Центральной Камчатке. Строго гнездование доказано только для долины реки Балаганчик (верховье Анадыря, Корякское нагорье). 
Во время миграций регулярно отлавливают или встречают на среднем Енисее, что предполагает существование ещё одного неизвестного участка гнездования на плато Путорана.

## Поведение
Горный дупель обитатель горных болот и речных долин выше верхней границы леса, как правило, от 2400 м до 5000 м. Он часто встречается на подобных болотах и на более низких высотах во внегнездовое время в тех местах, где не мигрирует. Активен в сумерках и ночью.
Токует на болотах. Лёгким полётом самец поднимается кругами вверх. После чего, полусложив крылья и раскрыв хвост, устремляется вниз. При этом раскрытые наружные рулевые перья хвоста издают дребезжание, напоминающее сильный шорох или отдалённый шум самолёта при посадке. Подлетая к земле птица задерживается и издаёт громкий возглас, который отдалённо напоминает перекличку белых куропаток. Так падение происходит с остановками звук можно передать с помощью следующей записи: "жжжжжж.....жжжжж.....жжжжжж...........чок...чок чаа". На земле не токует, на вершины деревьев, в отличие от лесного дупеля, не садится.
Известное гнездо, описанное В. Ч. Дорогостайским, помещалось в сыром лиственничном лесу в небольшой лощине, поросшей низкорослой ивой. Небольшая ямка, вырытая в сухих прошлогодних листьях, не имела особой выстилки и помещалась под нависшими ветвями ивы. В кладке четыре яйца размером 43,8-44,2 х 29,7-30,5 мм. Основной фон от светло-коричневого до зеленовато-бурого. Пестрины, которых больше на тупом конце и почти нет на остром, трёх оттенков: грязновато-фиолетового, бурого и матово-чёрного.
В верховьях Балаганчика выводок водила только самка. При тревоге рядом с выводком самка издаёт короткие хриплые крики.
При взлёте, будучи вспугнутым, издаёт хрипловатое жвяканье.

## Миграции и зимовки
Обычно совершает небольшие по протяжённости  вертикальные или широтные кочевки. Зимует даже на реках северного Охотского моря, бродя по мелководьям незамерзащих перекатов или на ключах (выходах подрусловых грунтовых вод). Ночует в пустотах льда под береговыми обрывами, под защитой нависающих сугробов.